# 1154
Năm 1154 trong lịch Julius.